# تب

دمای برابر یا بیشتر از ۳۸ درجهٔ سانتیگراد تب محسوب می‌شود.

تب از علائم بیماری بوده و حالتی است که در آن دمای بدن جانوران خون‌گرم از مقدار طبیعی آن بیشتر شده و نقطهٔ ثبت دمایی در مغز (set-point) جابه‌جا می‌شود. تب نشانهٔ مبارزهٔ بدن در برابر عوامل بیماری‌زا است و گاهی نیز پاسخ دمایی دستگاه ایمنی بدن نسبت به عفونت‌های داخلی تلقی می‌شود. در واقع در گرمای حاصل از تب بسیاری از میکروب‌ها توانایی رشد ندارند. البته بحث و جدل‌های زیادی در مورد بی‌فایده بودن تب در جریان است. نخستین پژوهش دربارهٔ دمای بدن در سال ۱۸۶۸ انجام گرفت و پژوهشگر آن، یک پزشک آلمانی به نام کارل وندریش بود. در انسان که میانگین دمای طبیعی بدن ۳۷ درجهٔ سانتیگراد است، دمای برابر یا بیشتر از ۳۸ درجه (در حالت استراحت) تب به‌شمار می‌آید.
به تب ۳۷٫۵ تا ۳۷٫۹ درجه، تب خفیف گفته می‌شود. تب بیش از ۴۰ درجه تهدید بزرگی برای جان انسان محسوب می‌شود، چرا که عملکرد آنزیم‌ها و سایر پروتئین‌های بدن را دچار اختلال می‌کند. آنزیم‌ها کاتالیزورهایی هستند که در واکنش‌های زیستی مهم درون سلول و در بدن مؤثرند. چون این آنزیم‌ها در دمای معینی فعالیت دارند و در دمای بالا از بین می‌روند، تب بالا با از بین بردن این آنزیم‌ها، در واکنش‌های زیستی بدن اختلال ایجاد می‌کند. تشنج ناشی از تب از نتایج تب بالاست. تب ۴۰ درجه و بیشتر، به‌ویژه در کودکان، نیازمند توجه و درمان سریع است. هنگامی که دمای بدن شخص به ۴۴٫۴ تا ۴۵٫۵ برسد، مرگ او تقریباً حتمی است.

## انواع تب

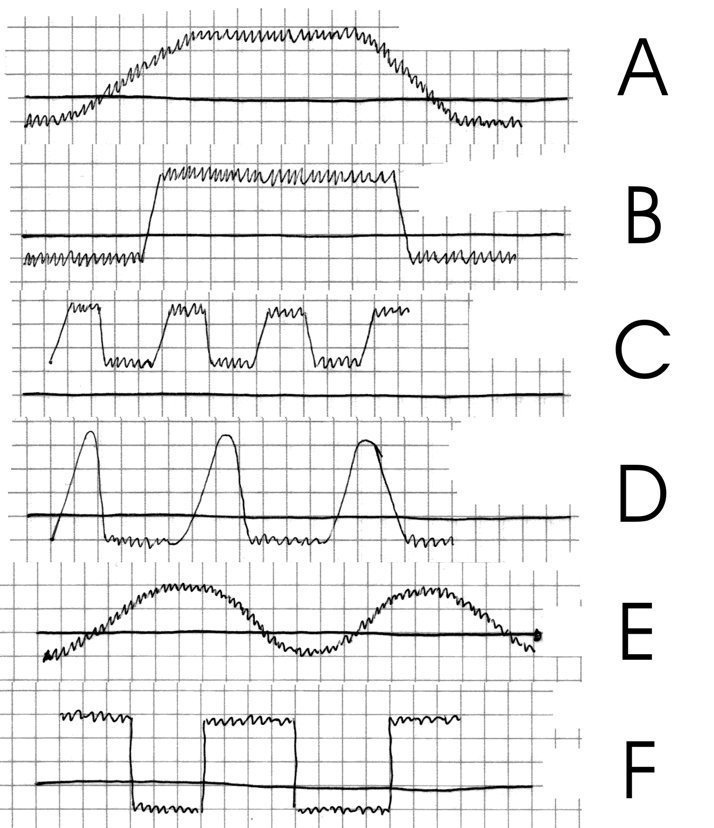
الگوهای روزانهٔ اندازه‌گیری‌شدهٔ تب A) تب مداوم (Continuous fever) B) تب زمانی با افزایش و کاهش سریع C) تب برگشتی (Remittent fever) D) تب متناوب (Intermittent fever) E) تب موجی یا سینوسی (Undulant fever) F) تب عودکننده (راجعه) (Relapsing fever)

الگوی وضعیت لحظه‌ای تب در تشخیص پزشکی بسیار مهم است. تب یکی از علائم شایع در بسیاری از بیماری‌ها است و می‌تواند نشان‌دهندهٔ وجود عفونت، التهاب، بیماری‌های ایمنی یا بیماری‌های دیگر باشد. برای تشخیص درست بیماری و درمان بهتر، پزشک باید الگوی وضعیت لحظه‌ای تب بیمار را بررسی کند.
- نمودار A: تب پشت سرهم و مداوم (Continuous fever) که به‌تدریج بالا رفته و مدت چند روز به حالت ثابت مانده و بیشتر از ۱ درجه تغییری ندارد و به‌تدریج افت می‌کند. از بیماری‌های منجر به این نوع تب می‌توان به سینه‌پهلو (پنومونی)، تب تیفوئید، عفونت مجاری ادرار، تیفوس و تب مالت اشاره نمود.
- نمودار B: از نوع اول با سرعت بیشتر در رسیدن به دمای بالا یا پایین.
- نمودار C: تب متناوب موجی (Remittent fever) که در طول بیماری دمای بدن پیوسته بالا می‌ماند اما شدت آن به صورت موجی و منظم کم و زیاد (بیشتر از ۱ درجه) می‌شود. اندوکاردیت (التهاب عفونی درون‌شامهٔ قلب) از بیماری‌های دارای این نوع تب است.
- نمودار D: تب متناوب بهبودشونده یا متقاطع (Intermittent fever) در بیمار به‌صورت متناوب و موجی رخ داده ولی در یک دورهٔ زمانی منظم تب قطع شده و دوباره دمای بدن بالا می‌رود. از بیماری‌های دارای این تب مالاریا، گندخونی (سپتیسمی) و تب سیاه نمونه‌های بارز هستند.
- نمودار E: همان تب سینوسی از نوع متناوب بهبود شونده (نوع پیشین) ولی سرعت تغییرات دمایی در بیمار کندتر است.
- نمودار F: تب عودکننده در بیماری لنفوم هوچکین دیده می‌شود و در آن در یک دورهٔ زمانی (مثلاً دو هفته) در بیمار به‌طور متناوب تب و بهبود با سرعت زیاد در تغییر دما (به شیب منحنی توجه شود) دیده می‌شود.

### گرمازدگی
گرمازدگی یا هایپرترمی افزایش دمای بدن به بیش از نقطهٔ تنظیم دما است که به‌دلیل تولید بیش از حد گرما یا عدم اتلاف دمایی کافی رُخ می‌دهد. بنابراین هایپرترمی تب محسوب نمی‌شود. هایپرترمی را نباید با هایپرپیرکسی (که تب بسیار بالاست) اشتباه گرفت.
از نظر بالینی، تمایز بین تب و گرمازدگی مهم است، زیرا گرمازدگی ممکن است به سرعت منجر به مرگ شود و به داروهای تب‌بر پاسخ نمی‌دهد. در شرایط اضطراری ممکن است ایجاد تمایز بین این دو عارضه دشوار باشد و این موضوع اغلب با شناسایی علل انجام می‌شود.

## اندازه‌گیری دمای بدن
دمای بدن با دماسنج طبی اندازه‌گیری می‌شود. دمای بدن می‌تواند از راه دهان (زیر زبان)، مقعد (دقیق‌ترین شیوه؛ که برای نوزادان و کودکان خردسال استفاده می‌شود)، زیر بغل یا پردهٔ گوش (از طریق اندازه‌گیری پرتوهای فروسرخ) انجام گیرد.
دمای به دست آمده از طریق دهان و زیر بغل نسبت به دمای به دست آمده از طریق مقعد پایین‌تر هستند (تفاوتی برابر ۰٫۴ درجهٔ سانتیگراد برای اندازه‌گیری از طریق دهان؛ ۰٫۸ درجه از طریق زیر بغل)؛ بنابراین این تفاوت باید به هنگام اندازه‌گیری میزان تب مورد توجه قرار گیرد.
دمای طبیعی بدن انسان که از راه دهان و در حالت استراحت اندازه‌گیری شود برابر است با ۰٫۴±۳۶٫۸ درجهٔ سلسیوس. به این ترتیب هر دمایی که از طریق دهان اندازه‌گیری شود و بین ۳۶٫۴ و ۳۷٫۲ باشد طبیعی است.

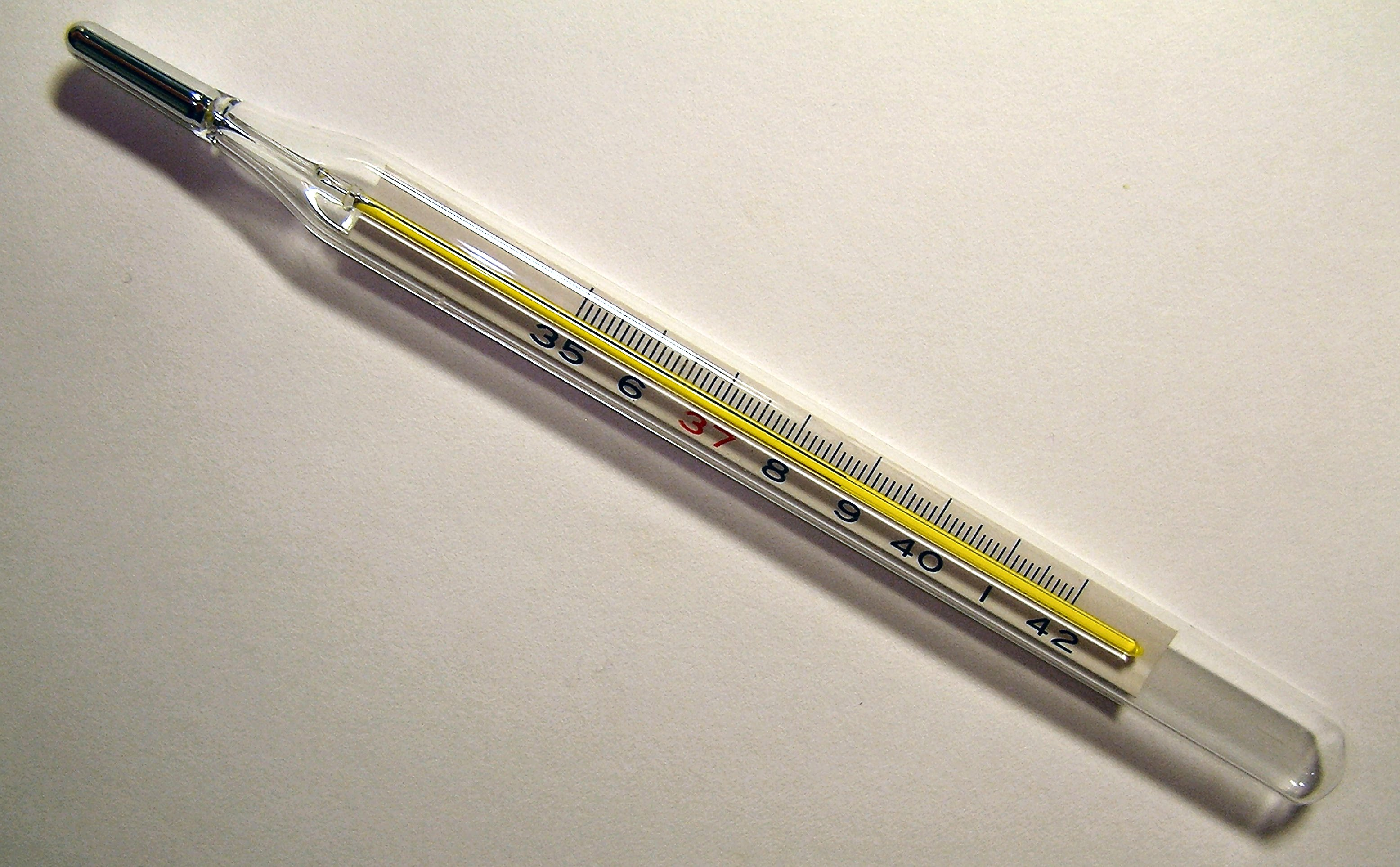
دماسنج طبی نشانگر تب ۳۸٫۵ درجهٔ سانتیگراد

با این وجود، موارد بسیاری هستند که در تغییر دمای بدن نقش دارند؛ و باید هنگام اندازه‌گیری مورد توجه قرار گیرند. سن، لباس‌های فرد، دمای محیط و ساعات مختلف در طول روز در دمای بدن تغییر می‌گذارند. دمای بدن در طول شبانه‌روز به‌طور طبیعی تغییر می‌کند. کمترین دمای بدن در حدود ساعت ۴ صبح، و بیشترین دما حدود ساعت ۱۸ است. (البته به شرط این‌که عادت فرد این باشد که در روز بیدار باشد و در شب بخوابد). به این ترتیب، دمای ۳۷٫۵ درجهٔ سانتیگراد که از طریق دهان و به هنگام عصر گرفته شده باشد، الزاماً تب نیست؛ در حالی که همین دما صبحگاه تب محسوب می‌شود.
به هنگام اندازه‌گیری دمای بدن از طریق دهان باید در نظر داشت که خوردن، نوشیدن و سیگار کشیدن حداقل ۲۰ دقیقه قبل از اندازه‌گیری موجب تغییر دمای دهان می‌شود. دمای بدن پس از صرف غذا افزایش می‌یابد.
نکتهٔ دیگر این است که دمای طبیعی افراد نسبت به یکدیگر و حتی نسبت به روزهای مختلف متغیر است. در زن‌ها دمای بدن با توجه به چرخهٔ ماهیانه نیز تغییر می‌کند (به‌طور متوسط، دمای بدن زنان به مدت ۱۴ روز پس از تخمک‌گذاری ۱ درجهٔ سانتیگراد افزایش می‌یابد).
به‌علاوه، عوامل روان‌شناختی نیز موجب تغییر دمای بدن می‌شوند.

## علت تب و مکانیسم پاسخ التهابی
دمای بدن توسط هیپوتالاموس تنظیم می‌شود. عوامل تب‌زا (پیروژن‌ها) موجب پاسخ و عملکرد هیپوتالاموس می‌شوند. عوامل تب‌زا می‌تونند خارجی (همچون مواد سمی چون لیپوپلی‌ساکارید موجود در غشای سلولی باکتری‌ها) یا داخلی (چون سیتوکین‌های ترشح‌شده توسط فاگوسیت‌ها) باشند.
ماکروفاژها با بیگانه‌خواری و هضم باکتری‌های مولد عفونت، توکسین باکتری، موسوم به درون‌زهرابه (آندوتوکسین) را آزاد می‌کنند. این مواد موجب ترشح موادی به نام اینترلوکین-۱ (1 IL-) توسط ماکروفاژها می‌گردند. این ماده باعث می‌شود هیپوتالاموس، پروستاگلاندین بیشتری تولید کند. این ماده علت اصلی بروز تب است.

## عوامل ایجادکنندهٔ تب
تب نتیجهٔ پاسخ دمایی در برابر عفونت‌ها و برخی از بیماری‌هاست:
- بیماری‌های عفونی چون آنفلوانزا، ابولا،[۱۳] سرماخوردگی، کووید ۱۹، ایدز،[۱۴] مالاریا،[۱۵] گاستروانتریت (التهاب ویروسی معده و روده‌ها)، مونونوکلئوز عفونی، تب دنگی، لایم، تب منقوط کوه‌های راکی و سیفلیس[۱۶][۱۷]
- التهاب‌های پوستی چون کورک، آکنه و آبسه
- بیماری‌های مرتبط با دستگاه ایمنی چون سارکوئیدوز، لوپوس منتشر، پلی‌کندریت عودکننده،[۱۸] هپاتیت خودایمنی، گرانولوماتوز با پلی‌آنژیت، آرتریت گیجگاهی، بیماری التهابی روده، سندروم کاوازاکی، بیماری استیل بزرگسالان، روماتیسم مفصلی و پسوریازیس
- تخریب بافت‌ها، همچون همولیز (تخریب گلبول‌های قرمز)، آنفارکتوس (مرگ ناگهانی همه یا بخشی از سلول‌های یک بافت به علت کمبود اکسیژن)، سندرم له‌شدگی، رابدومیولیز و خونریزی مغزی، خونریزی درون‌جمجمه‌ای و جراحی‌ها[۱۹][۲۰][۲۱]
- تب‌های حاصل از مصرف داروهایی چون لاموتریژین، پروژسترون و نیز شیمی‌درمانی؛ تب‌های حاصل از مصرف برخی داروها به‌عنوان اثرات جانبی دارو (همچون آنتی‌بیوتیک)؛ و تب‌های حاصل از قطع مصرف برخی داروها چون هروئین و فنتانیل
- سرطان‌ها، به‌خصوص سرطان خون، سرطان‌های لنفاوی[۲۲] و سرطان کلیه
- برخی اختلالات متابولیک چون نقرس و پورفیری[۲۳] و اختلالات متابولیک وراثتی همچون بیماری فابری[۱۰]

## مزایا و معایب

### مزایا
این‌که تب برای بدن مفید است یا مضر سؤالی است که به دیدگاه پزشکان و کارشناسان بستگی دارد. در هر حال، از لحاظ علمی، تب بخشی از پاسخ ایمنی است که به بدن کمک می‌کند تا در برابر عوامل بیماری‌زا مقابله کند، و از این نظر مفید است. تب مانع از رشد و حتی موجب مرگ برخی از عوامل بیماری‌زا می‌شود. به علاوه، بالا رفتن دمای بدن موجب تکثیر گلبول‌های سفید و افزایش بازده آن‌ها در مقابل میکروب‌ها می‌شود.
تحقیقات نشان می‌دهند که تب آثار مؤثری بر بهبودی دارد:
- افزایش تحرک گلبول‌های سفید
- تقویت فاگوسیتوز در گلبول‌های سفید
- کاهش اثر آندوتوکسین موجود در غشای سلولی باکتری‌ها
- تکثیر لنفوسیت‌های تی
- تقویت عملکرد اینترفرون[۱۲]
- افزایش میزان تولید پادتن[۳]

پیش از آن‌که آنتی‌بیوتیک‌ها ابداع شده و به بازار بیایند، برای درمان سیفیلیس عصبی، به‌طور عمدی و مصنوعی، در بیمار تب ایجاد می‌کردند که این عمل نتیجه‌بخش هم بود.

### معایب
تب معمولاً با مواردی منفی نیز همراه است که شامل بی‌حالی، افسردگی، از دست دادن اشتها، خواب‌آلودگی، پُردردی، کم‌آبی بدن، و ناتوانی در تمرکز است. خوابیدن با تب، گاه می‌تواند باعث کابوس‌های شدید یا غیرعادی شود. هذیان خفیف تا شدید (که می‌تواند باعث توهم نیز شود) ممکن است در هنگام تب بالا خود را نشان دهد.

## مدیریت
هر تبی لزوماً مورد درمان مستقیم قرار نمی‌گیرد. تب نشانهٔ مبارزهٔ بدن در مقابل عوامل بیماری‌زا است، و در صورتی که مقدار آن خیلی زیاد نباشد، اغلب داروهایی برای درمان بیماری و نه درمان مستقیم تب مصرف می‌گردند. با این وجود، برای جلوگیری از افزایش تب و ایجاد نقص در بدن، تب باید دائماً کنترل شود.
برای تب کمتر از ۴۰ درجه به تنهایی نیازی به درمان نیست، مگر آن‌که پزشک ملاحظات دیگری دربارهٔ بیمار داشته باشد. به بیمارانی که تب دارند توصیه می‌شود به مقدار کافی مایعات بنوشند، چرا که تب موجب تبخیر آب بدن می‌شود. از آنجا که مصرف آب بیش از حد موجب هیپوناترمی (کاهش نمک‌های محلول در پلاسمای خون، به‌خصوص سدیم) می‌شود، مصرف سایر نوشیدنی‌ها نیز توصیه می‌شود.
بسیاری از بیماران به علت علائم تب از دارو استفاده می‌کنند. تب موجب افزایش تپش قلب می‌شود؛ و ممکن است به افراد مسن یا افرادی که دچار بیماری‌های قلبی-عروقی هستند فشار وارد کند.
برای پایین آوردن تب یا قطع آن از تب‌بُرهایی چون استامینوفن، ایبوپروفن و گاه آسپیرین استفاده می‌شود. ناپروکسن هم با تب مرتبط است. مکانیسم اثر داروهای ضد تب، جلوگیری یا مختل کردن تولید یا فعالیت آنزیم‌های مربوط به سنتز (تولید) پروستاگلاندین است. علاوه بر مصرف دارو، استفاده از لباس یا حولهٔ مرطوب و خنک، پاشویه و حمام با آب ولرم موجب کاهش دمای بدن می‌شود. این روش برای نوزادان از اهمیت بالایی برخوردار است؛ چرا که بهتر است از مصرف دارو جلوگیری شود.
همچنین دمای بدن می‌تواند از طریق تبخیر (عرق کردن) یا جریان همرفتی کاهش یابد.

## تب در نوزادان
تب در نوزادان می‌تواند موجب تشنج شود. خردسالانی که کمتر از ۵ سال سن دارند، به‌ویژه نوزادان و کودکان ۶ ماهه تا ۳ ساله آمادگی ابتلا به تشنج در کنار تب را دارند. برای جلوگیری از این حالت، باید دمای بدن نوزاد به آرامی پایین بیاید. در گذشته، برای کاهش تب نوزادان حمام با آبی که ۲ درجهٔ سانتیگراد از دمای بدن نوزاد خنک‌تر است و مصرف با هم استامینوفن و آسپیرین، به منظور جلوگیری از تشنج و تبخیر آب بدن و نیز افزایش آرامش کودک، توصیه می‌شد. با این وجود، هیچ‌یک از تحقیقات جدید تأثیر تب‌بُرها را در جلوگیری از تشنج ثابت نکرده است. به‌علاوه، تعداد کمی از نوزادان (۲ تا ۵٪) دچار تشنج می‌شوند؛ بنابراین، از آن‌جا که هدف از تب مبارزه با عفونت است، استفاده از تب‌بُر برای نوزادانی که ریسک تشنج ندارند ضروری نیست. درصورتی که دمای بدن نوزاد به ۳۸٫۵ درجهٔ سانتیگراد برسد، مصرف تنهای استامینوفن توصیه می‌شود.
در صورت تب نوزاد، هرچند خفیف، باید به پزشک مراجعه شود (مراجعه به اورژانس به‌هنگام تب شدید ضرورت دارد). در این فاصله، پایین آوردن تب نوزاد با استفاده از لباس‌های نازک، مصرف نوشیدنی‌های خنک و کاهش دمای اتاق نیاز است.
در موارد زیر باید سریعاً به یک پزشک مراجعه کرد:
- نوزاد کوچک‌تر از ۳ ماه
- دمای بیش از ۴۰ درجهٔ سانتیگراد
- کاهش وزن
- تشنج مکرر یا طولانی با وجود تلاش برای کاهش دما
- لکه‌هایی بر روی پوست
- بی‌هوش شدن
- گریهٔ دائم
- سایر موارد خطرناک[۴]

## تب در سایر جانوران
تب یک معیار مهم برای تشخیص بیماری در جانوران اهلی است. دمای بدن جانوران که از طریق مقعدی اندازه‌گیری می‌شود، از گونه‌ای به گونهٔ دیگر متفاوت است. بدن برخی گونه‌ها مانند شتر می‌تواند طیف وسیعی از دماهای بدن «عادی» داشته باشد. دمای بدن شترها با تغییر دمای محیط تغییر می‌کند. بنابراین دمای بدن طبیعی و دمای تب در آن‌ها بسته به شرایط محیطی متفاوت است. تب همچنین می‌تواند از نظر رفتاری توسط بی‌مهرگانی که تب مبتنی بر دستگاه ایمنی ندارند، ایجاد شود. برای مثال، برخی از گونه‌های ملخ به منظور مهار رشد پاتوژن‌های قارچی مانند Beauveria bassiana و Metarhizium acridum دمای بدن خود را به میزان ۲ تا ۵ درجهٔ سانتیگراد نسبت به دمای طبیعی بالا می‌برند. کلنی‌های زنبور عسل همچنین می‌توانند در پاسخ به انگل قارچی Ascosphaera apis تب ایجاد کنند.

## لرز
بروز تب در بسیاری از اوقات با وجود لرز در بیمار همراه است. لرز، احساس سرما همراه با حس ناگهانی و مرتب بازگشت‌کنندهٔ جریان‌های شدیدتر سرما (نسبت به حس ممتد و اولیهٔ سرما) و لرزیدن بدن است. پس از آن‌که نقطهٔ تنظیم دمای بدن در تأثیر پروستاگلاندین بالا رفت، یک رشته پاسخ‌های فیزیولوژیک از جمله انقباض رگ‌های پوست (برای جلوگیری از هدررفت گرما) و انقباض لرزشی در ماهیچه‌ها رخ می‌دهد و سوخت‌وساز (متابولیسم) نیز به جهت تولید گرما و افزایش دمای بدن (دمای مرکزی) بیشتر می‌شود. علت اصلی پیدایش لرز، همین مسئله است. انقباض عروق پوستی که حامل گرما هستند و در نتیجه عبور کمتر خون با سرعت و شدت کمتر از آن‌ها و افزایش ناگهانی سوخت‌وساز که بیشتر در کبد ایجاد می‌شود و کم‌نصیب ماندن بخش‌های دیگر بدن از گرمایش برای مدتی، به عنوان سبب‌های اصلی لرز شناخته می‌شوند. ضمن این‌که لرزش بدن نشان از سوزاندن گلیکوژن در ماهیچه‌ها برای تولید انرژی و حصول گرما دارد.